# فرانسیسکو السون
فرانسیسکو السون (انگلیسی: Francisco Elson؛ زادهٔ ۲۸ فوریهٔ ۱۹۷۶) بازیکن بازنشسته بسکتبال اهل هلند است. السون کاپیتان سابق تیم ملی هلند بوده است. او در سال ۲۰۰۷ با آنتونیو اسپرز قهرمانی ان بی ای را تجربه کرد.
از باشگاه‌هایی که در آن بازی کرده است می‌توان به مهرام تهران، میلواکی باکس، سن آنتونیو اسپرز، سیاتل سوپرسانیکس، بارسلونا، و یوتا جاز اشاره کرد.